# Raïon d'Ongoudaï
Le raïon d'Ongoudaï (en russe : Онгудайский район) ou aïmak d'Ondoï (altaï méridional : Оҥдой аймак) est un raïon de la république de l'Altaï, en fédération de Russie. Son chef-lieu administratif est Ongoudaï.

## Politique et administration

### Statut
Le raïon est un des dix raïons de la république de l'Altaï, dans le district fédéral sibérien. Il est un raïon municipal, et comporte ainsi plusieurs municipalités à l'intérieur de lui.

### Tendances politiques
| Scrutin             | 1er tour | 1er tour | 1er tour | 1er tour | 1er tour | 1er tour | 1er tour | 1er tour | 1er tour | 1er tour | 1er tour | 1er tour | 2d tour                  | 2d tour                  | 2d tour                  | 2d tour                  | 2d tour                  | 2d tour                  | 2d tour                  | 2d tour                  | 2d tour                  | 2d tour                  |
| Scrutin             | 1er      | 1er      | %        | 2e       | 2e       | %        | 3e       | 3e       | %        | 4e       | 4e       | %        | 1er                      | 1er                      | %                        | 2e                       | 2e                       | %                        | 3e                       | %                        | 4e                       | %                        |
| ------------------- | -------- | -------- | -------- | -------- | -------- | -------- | -------- | -------- | -------- | -------- | -------- | -------- | ------------------------ | ------------------------ | ------------------------ | ------------------------ | ------------------------ | ------------------------ | ------------------------ | ------------------------ | ------------------------ | ------------------------ |
| Présidentielle 2012 |          | ER       | 78,05    |          | KPRF     | 12,05    |          | SE       | 4,03     |          | SRZP     | 2,83     | Victoire au premier tour | Victoire au premier tour | Victoire au premier tour | Victoire au premier tour | Victoire au premier tour | Victoire au premier tour | Victoire au premier tour | Victoire au premier tour | Victoire au premier tour | Victoire au premier tour |
| Présidentielle 2018 |          | ER       | 75,77    |          | KPRF     | 18,49    |          | LDPR     | 2,55     |          | GRANI    | 0,90     | Victoire au premier tour | Victoire au premier tour | Victoire au premier tour | Victoire au premier tour | Victoire au premier tour | Victoire au premier tour | Victoire au premier tour | Victoire au premier tour | Victoire au premier tour | Victoire au premier tour |

## Patrimoine
Le site archéologique de Kalbak-Tash comporte des pétroglyphes en vieux-turc de l'alphabet de Talas, variante de l'Alphabet de l'Ienisseï, proche de l'Alphabet de l'Orkhon.